# Interstate 405 (Oregon)
Pour les articles homonymes, voir Interstate 405.
L'interstate 405, aussi connue comme Stadium Freeway No. 61, est une courte autoroute nord-sud de Portland, dans l'Oregon. Elle forme une boucle autour de l'ouest du centre-ville, entre deux jonctions avec l'I-5 sur la rivière Willamette. Elle a une longueur d'environ 6.83 kilomètres (4.25 miles).
Cette autoroute était déjà imaginée dans les années 1940 et 1950 par le gouvernement de l'état et a été incorporée dans le système des interstates en 1958. Sa construction a commencé en 1963 en utilisant une tranchée avec plusieurs viaducs. Il s'agissait alors du projet d'autoroute le plus dispendieux de l'état. Des centaines de bâtiments ont été détruits pour le passage de l'autoroute.
La section la plus au sud de l'I-405 a ouvert en 1965 et a été suivie d'extensions en 1966 et 1969.

## Description du tracé
L'interstate 405 part de sa jonction avec l'interstate 5 à Portland, tout juste à l'ouest du Marquam bridge. Elle prend alors une trajectoire nord-ouest/sud-est jusqu'à son échangeur avec l'US route 26. Débute alors un court multiplex avec cette dernière route.
La US 26 se sépare rapidement de l'I-405 un peu plus au nord. Elle prend alors une trajectoire nord-sud jusqu'à son échangeur avec l'US route 30, au nord-ouest du centre-ville. Tout juste après l'échangeur US30/I-405, elle traverse ensuite la rivière Williamette sur le Fermont bridge pour aller rejoindre encore une fois l'interstate 5, terminal nord de la 405.

## Liste des Sorties
| Interstate 405                            |              |      |      |                                              |                                              |                                                                                    |
| Comté                                     | Municipalité | mi   | km   | Sortie                                       | Intersections / Destinations                 | Notes                                                                              |
| Multnomah                                 | Portland     | 0,00 | 0,00 | —                                            | I-5 sud – Salem                              | Sortie 299B de l'I-5                                                               |
| Multnomah                                 | Portland     | 0,52 | 0,84 | 1A                                           | South Waterfront – Centre-ville              | Sortie direction nord, entrée direction sud                                        |
| Multnomah                                 | Portland     | 0,52 | 0,84 | —                                            | I-5 vers I-84 est – The Dalles, Seattle      | Sortie direction sud, entrée direction nord                                        |
| Multnomah                                 | Portland     | 0,89 | 1,43 | 1B                                           | 4th Avenue                                   | Sortie direction nord, entrée direction sud                                        |
| Multnomah                                 | Portland     | 1,03 | 1,66 | 1C                                           | US 26 est / 6th Avenue – Pont de Ross Island | Terminus sud du multiplex avec US 26                                               |
| Multnomah                                 | Portland     | 1,40 | 2,25 | 1D                                           | 12th Avenue                                  | Sortie direction nord, entrée direction sud                                        |
| Multnomah                                 | Portland     | 1,62 | 2,61 | 1D                                           | US 26 ouest – Beaverton                      | Terminus nord du multiplex avec US 26                                              |
| Multnomah                                 | Portland     | 1,92 | 3,09 | 2A                                           | Salmon Street – Providence Park              | Sortie direction nord, entrée direction sud                                        |
| Multnomah                                 | Portland     | 2,20 | 3,54 | 2A                                           | Burnside Street / Couch Street               | Sortie direction sud, entrée direction nord                                        |
| Multnomah                                 | Portland     | 2,35 | 3,78 | 2B                                           | Everett Street                               |                                                                                    |
| Multnomah                                 | Portland     | 3,08 | 4,96 | 3v                                           | US 30 ouest – Zone industrielle, St. Helens  | Terminus sud du multiplex avec US 30                                               |
| Multnomah                                 | Portland     | 3,32 | 5,34 | Pont Fremont au-dessus de Rivière Willamette | Pont Fremont au-dessus de Rivière Willamette | Pont Fremont au-dessus de Rivière Willamette                                       |
| Multnomah                                 | Portland     | 3,78 | 6,08 | —                                            | US 30 est (I-5 sud) – The Dalles             | Terminus nord du multiplex avec US 30; sortie direction nord, entrée direction sud |
| Multnomah                                 | Portland     | 4,18 | 6,73 | —                                            | Kerby Avenue                                 | Sortie direction nord, entrée direction sud                                        |
| Multnomah                                 | Portland     | 4,21 | 6,78 | —                                            | I-5 nord– Seattle                            | Sortie 302B de l'I-5                                                               |
| - Terminus de multiplex - Accès incomplet |              |      |      |                                              |                                              |                                                                                    |